# .gw
.gw је највиши Интернет домен државних кодова (ccTLD) за Гвинеју Бисао.